# Emmett Leith
Emmett Norman Leith (Detroit, 12 de março de 1927 — Ann Arbor, 23 de dezembro de 2005) foi um engenheiro norte-americano e pioneiro de holografia.